# هال روثمان
هال روثمان (بالإنجليزية: Hal Rothman)‏ هو صحفي ومؤرخ أمريكي، ولد في 1958، وتوفي في 2007.